# Danaë (Tizian)
Danaë (auch Danaë und der Goldregen) ist eine ab 1544 entstandene Gemäldeserie aus der Werkstatt Tizians bestehend aus sechs Werken. In diesen nimmt Danaë, welche von Zeus (beziehungsweise Jupiter) in Gestalt eines goldenen Regens verführt werden wird, stets dieselbe liegende Haltung ein, jedoch weichen weitere Elemente des Motivs teils erheblich voneinander ab.

## Mythologie
Danaës Vater, König Akrisios von Argos, wurde geweissagt, dass ihn ein Sohn seiner Tochter töten werde. Um diese Prophezeiung zu verhindern, schloss er seine Tochter in einen Turm (zuweilen auch ein Zimmer aus Bronze) ein. Allerdings verliebte sich Zeus (in der römischen Variante Jupiter) in Danäe und besuchte sie in Form eines Regens aus Gold. Aus dieser Verbindung entstand Perseus, der später tatsächlich aus Versehen den Tod des Akirisos herbeiführen sollte.

## Versionen des Motives bei Tizian
Die Körperhaltung Danaës ist in allen Gemälden konstant und zeigt sie entspannt auf einem Sofa. Sie hat ihr rechtes, dem Betrachter näheres Bein angewinkelt und bei einigen Ausführungen wird ihre Scham zusätzlich durch ein locker aufliegendes Tuch bedeckt. Sie trägt keinerlei Kleidung und blickt in die obere rechte Bildecke. Da die Figur der Danaë auf Röntgenaufnahmen oft sehr klare Kanten aufweist, wird davon ausgegangen, dass beim Herstellungsprozess eine Schablone eingesetzt wurde. Die obere linke Ecke, teilweise auch die gesamte linke Bildkante, wird von einem zurückgezogenen Vorhang eingenommen. Am Fußende des Möbels befindet sich je nach Gemälde eine dunkle Decke und/oder ein Teil des Vorhangs. Weitere Bildelemente unterscheiden sich je nach Version des Gemäldes.

### Neapel

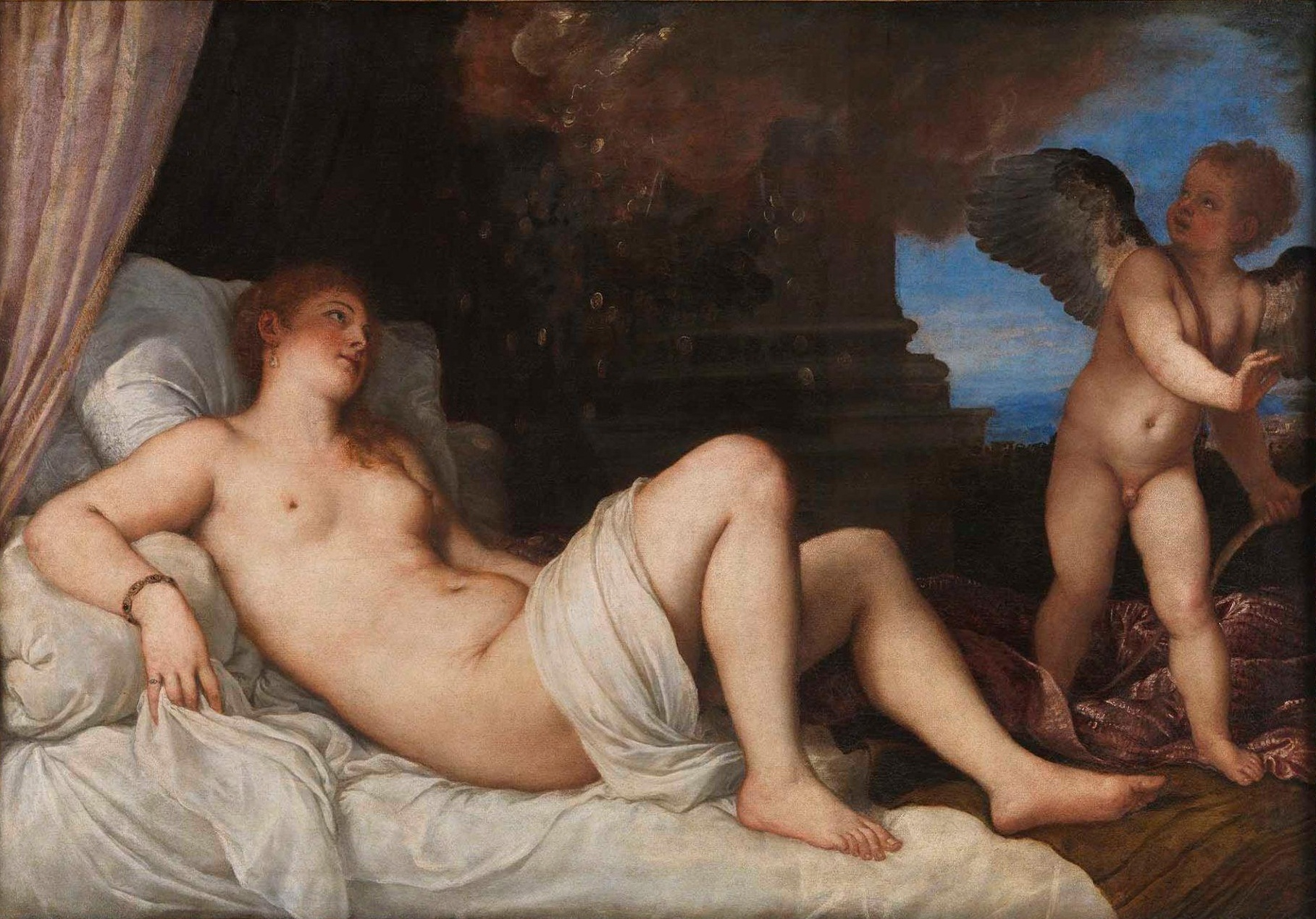
Die erste Ausführung im Museo di Capodimonte in Neapel

Beim Gemälde in Neapel handelt es sich um die älteste Ausführung des Themas durch Tizian. Rechter Hand steht nach rechts gewandt Amor, der besorgt den Kopf zum Goldregen dreht und Danaë mit dem Gott allein lassen möchte. Der Goldregen ähnelt einer Gewitterwolke, aus der einige Münzen fallen. Rechts im Hintergrund befindet sich ein blauer Himmel, der zur Bildmitte mit einer kollosalen Säule von der übrigen Architektur abgegrenzt wird.
Diese erste Fassung des Themas wurde 1544 bis 1545 für Kardinal Alessandro Farnese gemalt, der eine Affäre mit einer Kurtisane eingegangen war. Laut Vasari soll Tizian für seine Arbeit keine Bezahlung erhalten haben. Es verblieb anschließend im Palazzo Farnese in Rom, bevor die Kunstwerke der Familiensammlung im 18. Jahrhundert nach Neapel gebracht wurden.
Röntgenaufnahmen konnten zeigen, dass die Komposition des Gemäldes zunächst der von Tizians Venus von Urbino ähnelte. Anstelle des Amor und der offenen Landschaft im Hintergrund war ein Fenster und einer davor kniender Bediensteten geplant, ohne das es sich um eine bestimmte mythologische Figur handelte. Roberto Zapperi nimmt an, dass diese Änderung aufgrund von Farneses Position als Kardinal veranlasst wurde, da die simple Darstellung einer nackten Frau verfänglicher war als die Darstellung einer Geschichte der antiken Mythologie. Gleichzeitig war die Darstellung von Münzen für das Bildnis einer (käuflichen) Kurtisane passend und folgte somit Farneses Auftrag, versteckte diese Bedeutung aber in der für Danaë notwendigen Ikonografie. Es wird angenommen, dass die Änderung des Themas erst stattfand, als Tizian bereits mit dem vollendeten Gemälde nach Rom gereist war. Dem widerspricht Daniela Bohde, da ihrer Meinung nach bereits die Körperhaltung, welche eine Art Kuhle für die herabsinkende Wolke bildet, nicht einer Venus, sondern nur Danaë entspräche. Ferner sei Danaë vielmehr noch erotischer als eine Venus und würde den Aspekt der Erotik daher nicht Verschleiern, sondern verstärken.
Eine genaue Perspektive hat Tizians hier im Gegensatz zur Venus von Urbino aufgegeben und es kann nur ungefähr ein Fluchtpunkt im Sockel der Säule ausgemacht werden.
1944 wurde das Gemälde nach Ausführens des Falls Achse von deutschen Truppen geraubt und in ein Salzbergwerk in Bad Aussee gebracht. Im Zuge von Italiens EU-Ratspräsidentschaft in der zweiten Hälfte des Jahres 2014 wurde diese Fassung an die National Gallery of Art in Washington D.C. ausgeliehen. Eine Kopie der neapolitanischen Version befindet sich in der Wallace Collection in London.

### London

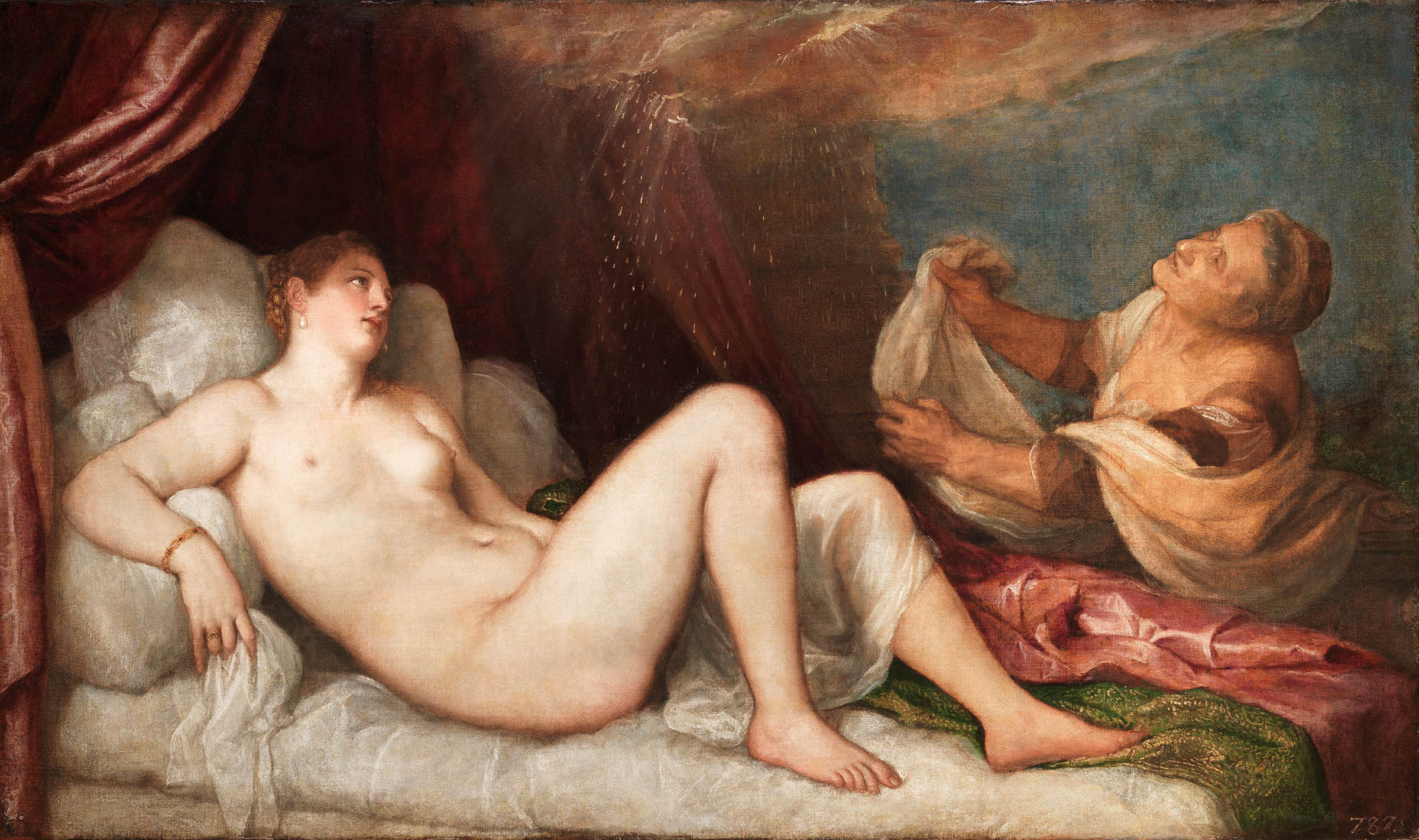
Die Version der Wellington Collection in London

Das Bild in der Sammlung Wellington in London ist die zweite Ausführung und zeigt eine alte Frau im Hintergrund, die mit ihrem Gewand Teile des Goldregens einzufangen versucht. Ihr Kopf ist gestreckt und der Betrachter des Werkes kann ihr Gesicht gut erkennen. Das Tuch auf Danaës Schamgegend bedeckt nun ihren linken Oberschenkel und ihre Darstellung wirkt somit entblößter als die neapolitanische. Der Himmel ist im Vergleich dunkel gehalten. Die Darstellung einer älteren Frau anstelle des Amor wird zum Teil einer Reihe von im Gemälde gezeigten Gegensätze; steht doch der jungen, ruhigen und unbekleideten Danaë eine alte, aktive und bekleidete Frau gegenüber.
Röntgenaufnahmen des Gemäldes zeigen das Betttuch ursprünglich wie in der Neapler Fassung über Danaës rechtem statt linken Bein, jedoch entschied sich der Künstler im vor der Vollendung des Werkes für diese Veränderung. Die Oberkante des Gemäldes wurde im 18. Jahrhundert vermutlich aufgrund von Beschädigungen abgeschnitten.
Diese Fassung malte Tizian im Auftrag von Philipp II., der es 1553 erhielt. Es war Bestandteil einer Reihe von Gemälden auf Basis von Ovids Metamorphosen, die Tizian zwischen 1553 und 1562 an den spanischen König lieferte. Beim Rückzug Joseph Bonapartes im Jahre 1813 entwendete dieser etwa 200 Gemälde aus spanischem Besitz, darunter auch Tizians Danaë. Er wurde jedoch von Arthur Wellesley, dem späteren Duke of Wellington, gestellt und die Gemälde wurden zur Begutachtung nach London gebracht. Nachdem Ferdinand VII. die Gemälde als Zeichen der Dankbarkeit Wellesley überließ, verblieb Danaë als Teil der Wellington Collection in London. 2013 wurde die Londoner Fassung für Restaurierungsarbeiten an das Museo del Prado übergeben, um anschließend als Teil einer Sonderausstellung zu Ovids Metamorphosen gezeigt zu werden.

### St. Petersburg

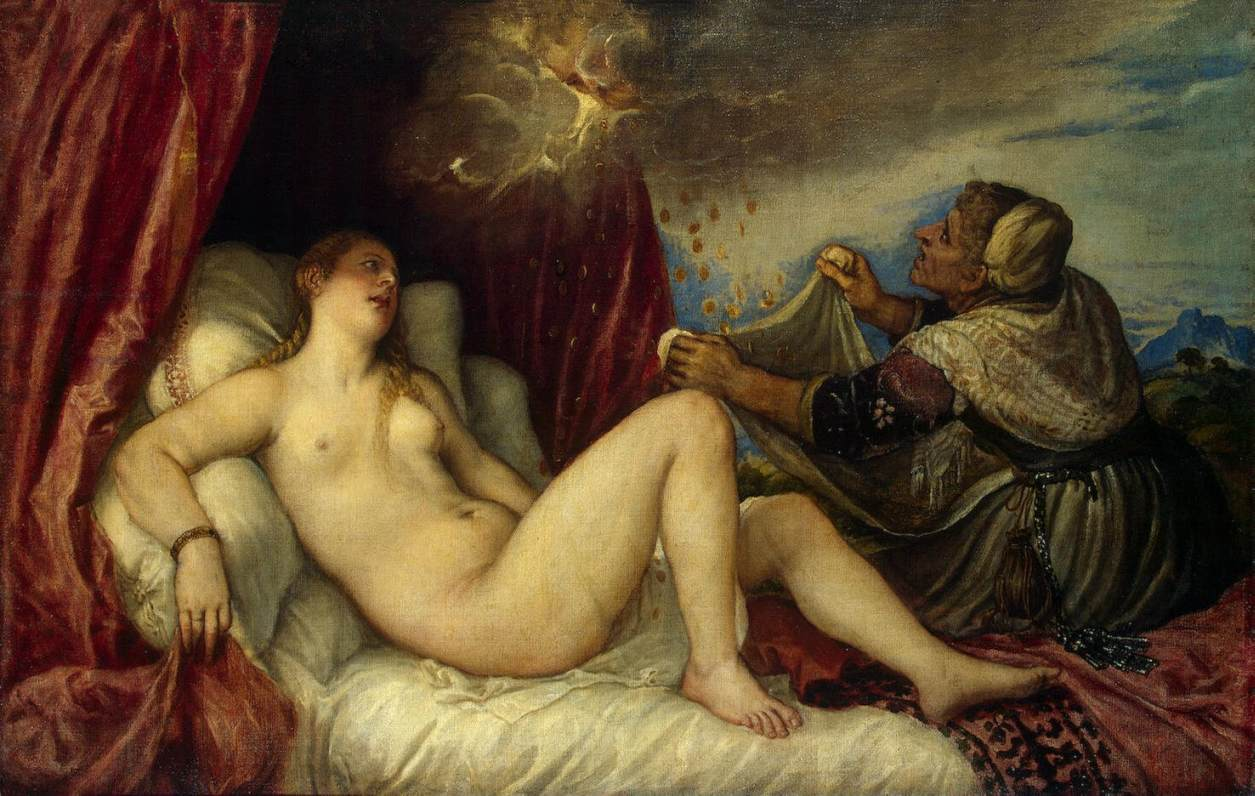
Die Version in der Eremitage in St. Petersburg

Die St. Petersburger Ausführung in der Eremitage zeigt den Goldregen stärker als zuvor als eine Gitterwolke, aus der nun deutliche Münzen herabfallen. Auch arbeitete Tizian Zeus' Gesicht stärker heraus. Das Tuch auf Danaës Schamgegend bedeckt wieder den linken Oberschenkel. Anstelle des Amor zeigt diese Darstellung ebenfalls eine sitzende, ältere Frau, die mit dem Stoff ihres Kleides einige herabregnende Münzen einzufangen versucht. Sie trägt an ihrem Gürtel ein bereits gefülltes Säckchen – möglicherweise eine Geldbörse – und einen großen Schlüsselring, der auf dem Bett aufliegt. Der Himmel ist in der St. Petersburger Fassung bewölkt und das eigentliche Blau scheint nur an wenigen Stellen durch.
Das Werk entstand um 1554 und befindet sich seit 1772 im Eremitage, nachdem es aus der Sammlung des kurz zuvor verstorbenen Louis Antoine Crozat, Baron von Thiers, angekauft wurde. Die Provenienz vor dieser Zeit ist nicht abschließend geklärt.

### Madrid

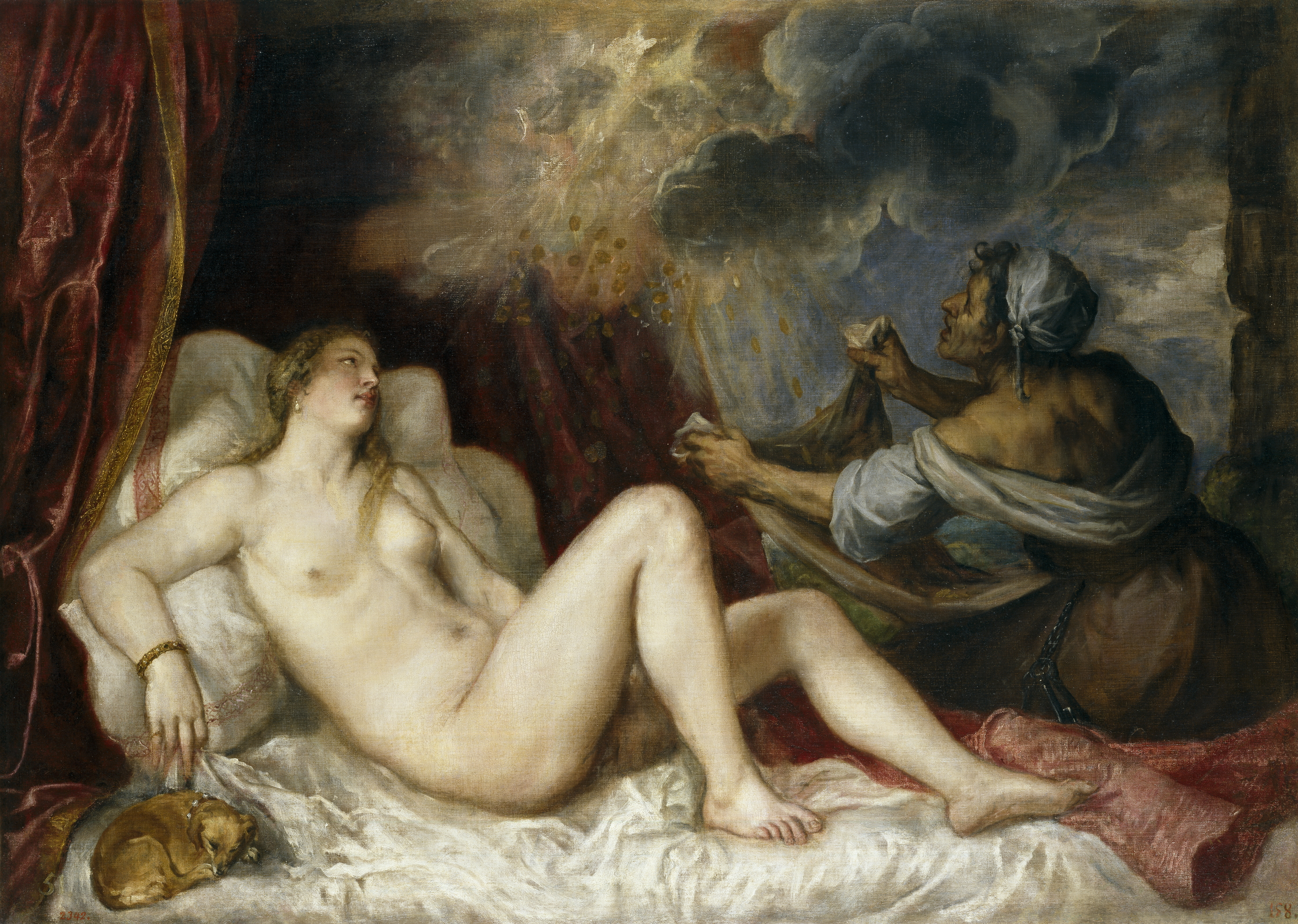
Die Version im Museo del Prado in Madrid

Bei der Ausführung in Madrid ist das Inkarnat der Danaë sehr hell; im Gegensatz dazu das der älteren Frau dunkler. Der Goldregen entspringt hier einer dunklen und stark herausgearbeiteten Wolkengruppe. In der linken unteren Bildecke liegt ein kleiner Hund zusammengerollt auf dem Bett, auf den Danaë mit ihrer rechten Hand zeigt.
Bei dieser Fassung handelt es sich um eine wesentlich erotischere Darstellung des Motivs, so fehlt ein die Scham bedeckendes Tuch vollkommen. Stattdessen ist deutlich Danaës linke Hand erkennbar, mit der sie ihre Beine auseinander drückt und sich dem Gott anbietet. Außerdem kann es als Akt der Masturbation gedeutet werden. Diese war in der Frühen Neuzeit ein akzeptiertes Mittel um einen weiblichen Orgasmus herbeizuführen, da man annahm, er sei für die Empfängnis nötig. Zwar zeigt die linke Hand keine aktive Handlung, jedoch deutet das Laken zwischen den Fingern der rechten Hand den Vorgang und damit die Empfängnis von Perseus an. Hinzu kommt ihr geöffneter Mund. stärker erregte Gesichtsausdruck und die deutlich angespannten Halssehnen, die die Ekstase komplettieren.
Diese Ausführung entstand zwischen 1560 und 1565 und befindet sich heute im Museo del Prado in Madrid. Aufgrund der delikaten Ausführung geht das Museum davon aus, dass Tizian selber (und nicht nur seine Werkstatt) an der Ausführung beteiligt war und es von einem reicheren Patron in Auftrag gegeben wurde. Der erste Käufer des Gemäldes ist nicht mehr bekannt, es wurde jedoch später von Diego Velázquez während seiner Italienreise (1629 bis 1631) erworben. Anschließend verkaufte er es Jerónimo de Villanueva in einem Konvolut von 18 weiteren Werken. Danaës linke Hand wurde in dieser Version zu einem spätere Zeitpunkt verändert und sie erscheint ungewöhnlich flach. Cathy Santore vermutet als Grund, dass die Position und Handhaltung als zu anstößig empfunden wurde. Ein ähnliches Schicksal erfuhr die Wiener Version des Gemäldes.

### Wien

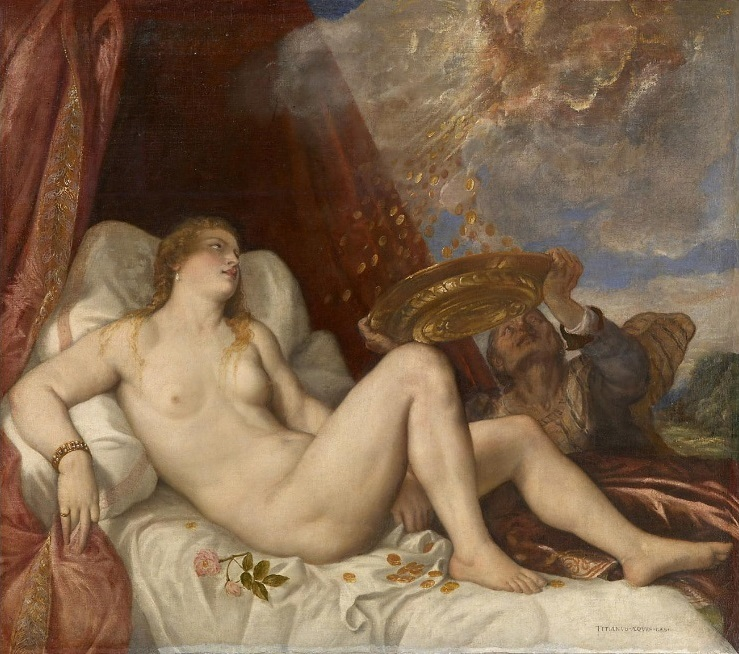
Die Version in Wien

Die Ausführung im Kunsthistorischen Museum Wien zeigt im Hintergrund erneut eine Frau, die hinter dem Liegemöbel knieend mit einem goldenen Teller den Regen, der sich auch hier wieder in Form von Münzen manifestiert, zu sammeln versucht. Die Wolken des Goldregens sind im Gegensatz zu den anderen Varianten in der rechten oberen Ecke positioniert und Zeus' Gesicht ist wieder stärker herausgearbeitet. Danaë fasst mit ihrer rechten Hand den Saum des Vorhanges und ihr Becken ruht auf einem Rosenzweig. Einige Münzen liegen vor Danaës Becken – nicht jedoch an anderen Stellen.
In der Blumensprache der Renaissance steht die Rose häufig für Prostitution und Tizian entschied sich, ihr hier eine Rose beizugeben. Passend dazu zeigen die Münzen deutlich, was der als Goldregen auftretende Zeus für Absichten mit ihr hat und so können die Münzen als Bezahlung für die Rose (beziehungsweise den intimen Moment) verstanden werden.
Diese Fassung entstand nach 1554 wurde im Jahr 1600 von Rudolf II. erworben. Dadurch gelangte es in die Sammlung des Kunsthistorischen Museums. Gleich der Madrider Version wurde auch in diesem Gemälde die linke Hand teilweise retuschiert und vermutlich griff sie ursprünglich nicht nach dem Betttuch.

### Chicago

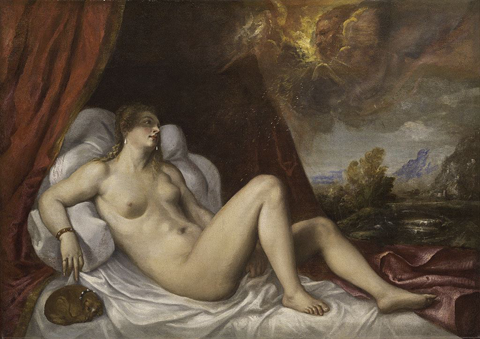
Die Version in Chicago

Die Ausführung im Art Institute of Chicago zeigt neben Danaë und Zeus keine weitere Person. Stattdessen nimmt der Hintergrund die Form einer eher klassischen Landschaft an, bei der Bergen und ein im Sturm gebogene Baum gezeigt werden. Der Goldregen ist im Gegensatz zu den anderen Ausführungen kaum gezeigt, nur ein goldenes Leuchten entspringt aus den Gewitterwolken  und zeigt darin das Gesicht des Zeus. Danaës rechts Hand zeigt wieder auf einen kleinen Hund, der in sich in der unteren linken Bildecke zusammengerollt hat.
Diese Fassung wurde erst 1928 Tizian und seiner Werkstatt zugeschrieben und auf kurz nach der neapolitanischen Version datiert.

## Ikonografie
Tizians Danaë steht am Anfang einer neuen Darstellungsform des Themas. Während im Mittelalter Danaë noch bekleidet dargestellt und in Bezug zu Maria gesetzt wurde, beginnt im Barock der Typus einer zumindest teilweise entkleideten Protagonistin. Neben Tizian hatten bereits Jan Gossaert 1527 und Antonio da Correggio 1532 diese neue Darstellungsform entwickelt, denkbar wäre auch eine Inspiration durch einen Stich von Francesco Primaticcios Fresko im Fonteinbleau. Während bei Corregio und Primaticcio noch Amor die handelnde Figur ist, zeigt Tizians erstmals Danaë als aktiv Beteilligte. Die Interpretation von goldenem Regen als ein Schauer von goldenen Münzen führte zu einer Wandlung der Wahrnehmung des Themas gegenüber dem Mittelalter, da nun nicht mehr die spirituelle Schwängerung durch eine göttliche Figur im Vordergrund stand, sondern das Motiv der mit Gold käuflichen Liebe betont wurde. Der Vergleich fiktionaler Kurtisanen mit der Figur der Danaë war in der Literatur der Zeit gängig. Ferne wurde das Motiv häufig von Adeligen in Auftrag gegeben und die Eroberung der Frau als Sinnbild für Macht und Herrschaft instrumentalisiert. Bohde sieht hierin das Bestreben Faraneses, der durch seine Ernennung zum Kardinal sein Erstgeburtsrecht aufgeben musste, seinen verlorenen Status wieder zu proklamieren.

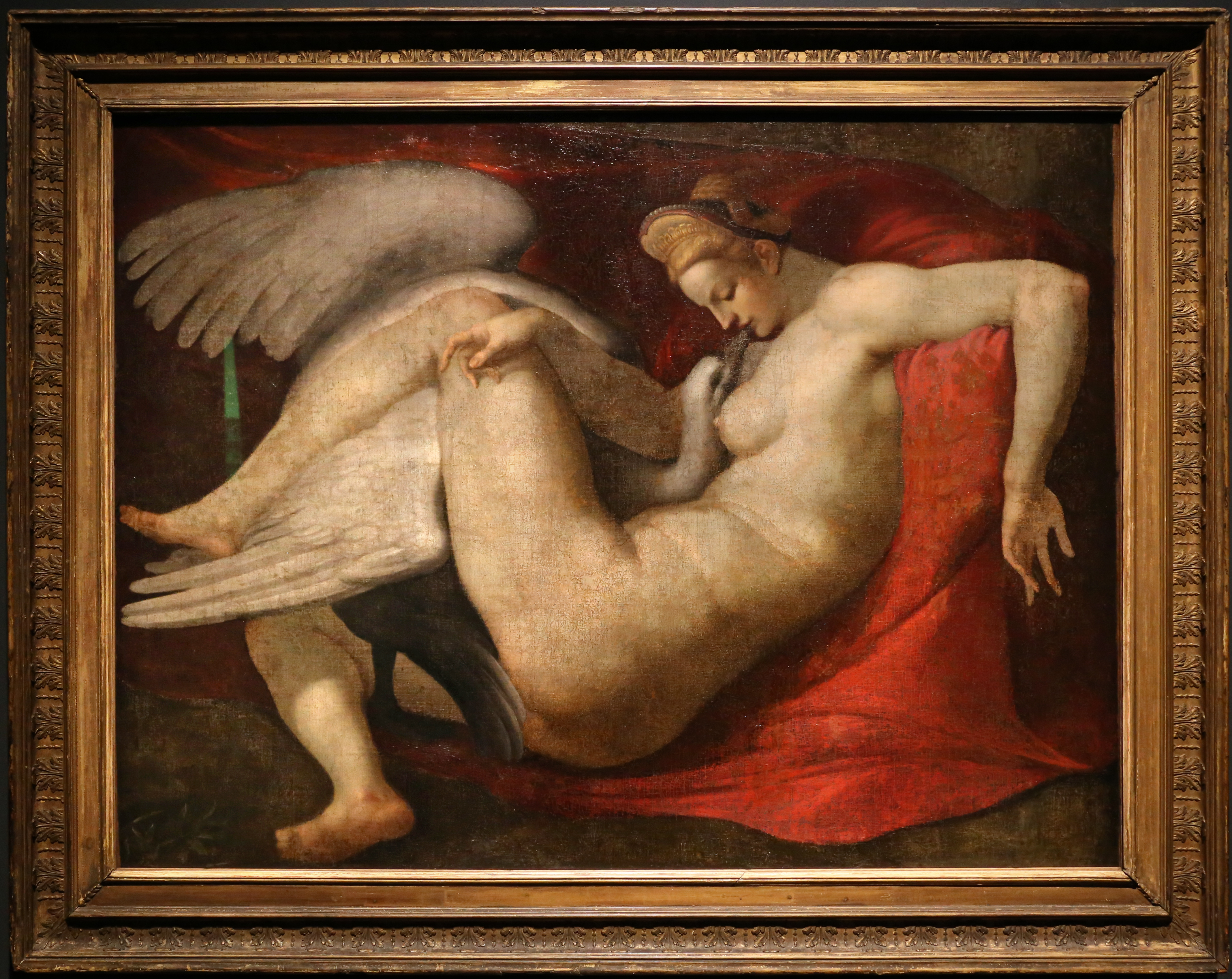
Kopie von Michelangelos Leda

Die Körperhaltung Danaës wird häufig als durch Michelangelo inspiriert angesehen. Tizian hatte zum Zeitpunkt der Fertigstellung zwar Florenz noch nicht besucht, jedoch kannte er nachweislich Zeichnungen der Medici-Gräber und von Michelangelos Leda. Harold Wethey hebt jedoch hervor, dass während Michelangelo bei Leda noch antiken Vorbildern folgend die tatsächliche Vereinigung zeigt, Tizian sich stattdessen bei Danaë für den Moment kurz vor dem eigentlichen Akt entschied. Ebenso vermeidet Tizians bei seinen weiblichen Akten deutlich angespannt Muskulatur und malt diese nur bei männlichen, während Michelangelo zunächst männliche Akte skizzierte und diese spät in der Schaffensphase in die finalen, weiblichen Figuren umänderte.
Die Figur des Amor findet sich üblicherweise nicht in der mythologischen Erzählung. Wethey sieht sein Auftreten in seiner Assoziation mit (erotischer) Liebe begründet. Gleichsam fand er schon in der Antike einen Platz in Reliefs zu Leda und ihre Verführung durch Zeus. Denkbar ist, dass Tizian durch eine solche Darstellung in Rom inspiriert wurde. Die später als Ersatz erscheinende alte Frau betont indes die Gegensätze der Weiblichkeit: Der jungen, unbekleideten und ruhig daliegenden Danaë wird eine alte, angezogene und aktiv Münzen fangende Frau gegenübergestellt, meist mit dunklerem Inkarnat. Hier greift Tizian den Typus der geldgierigen „alten Kupplerin“ auf, worauf auch der Schlüsselbund symbolisch hindeutet. Die Dualität zeigt die Ansicht der (männlichen) Zeitgenossen zur weiblichen Sexualität, die einerseits als etwas Schönes und zur Zeugung notwendiges galt, aber bei älteren Frauen und ohne Kinderwunsch oder Zeugungsunfähigkeit gleichzeitig als abstoßend und unverständlich galt. Des Weiteren entsprach Begierde nicht dem Frauenbild der Zeit. Tizian relativiert somit die Darstellung der Masturbation und der weiblichen Lust, in dem er dieser mit der Gestalt der alten Frau Grenzen setzt.
Erika Billeter sieht den auf einigen Fassungen gezeigten Hund als ein Akt der Normalisierung. Bereits in seinen Venusdarstellungen verwendete Tizian gerne das Motiv des Hundes, um, so Billeter, die göttliche Figur in einer alltäglicheren Situation zu erden. Der Hund schlafe demnach in derselben Haltung wie in Tizians Venus von Urbino und Danaë nimmt eine ähnliche Haltung wie Venus ein. Zwar handelt es sich bei Danaë selbst nicht um eine göttliche Figur, wohl aber bei ihrem nahenden Liebhaber. Diese Normalisierung ermöglicht es dem Betrachter, sich selber in der Rolle des Gottes vorzustellen, welcher mit der nackten Frau verkehrt. Da der Gott selber nicht in menschlicher Form dargestellt ist, wurde es erstmals gesellschaftlich möglich, den eigentliche Geschlechtsakt darzustellen und so eine zuvor nicht gekannte sexuelle Erregung zu vermitteln. Im Gegensatz dazu sieht Cathy Santore im Motiv des Hundes eine Untermalung des Prostitutionsaspekts, da Hunde bereits in anderen Darstellungen von Kurtisanen vertreten waren. Beispielsweise findet sich ein Hund auf dem Schoß einer Prostituierten in der Bibel des Jean de Papeleu von 1317.

## Rezeption

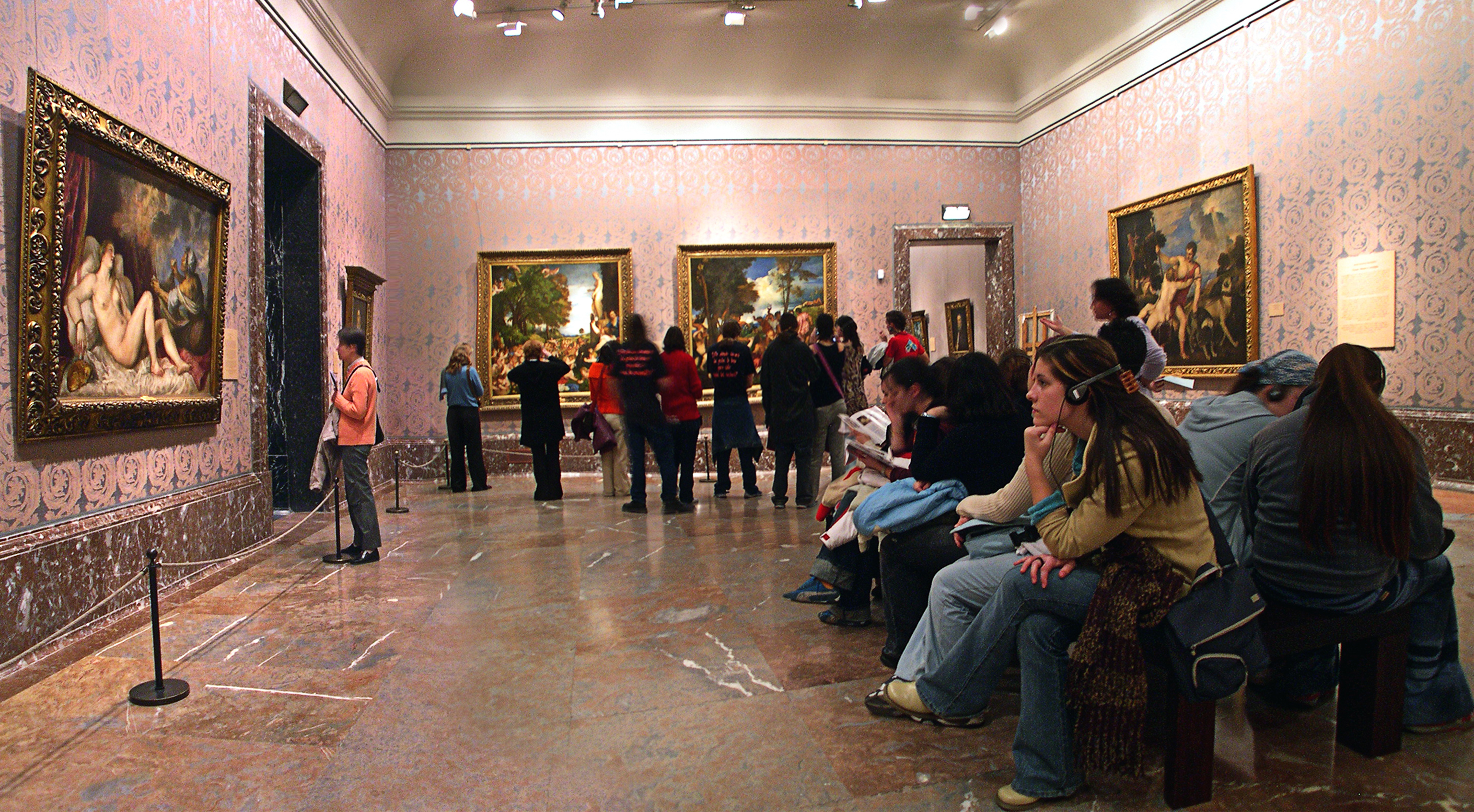
Gemälde Tizians im Prado. Von links nach rechts: Danaë, Die Verehrung der Venus, Bacchanalien der Andriner und Venus und Adonis

### In der Kunst
Der Künstlerbiograf Giorgio Vasari sah die neapolitanische Fassung 1546 und bewunderte zwar seinen Stil, doch leider habe sich Tizian mehr von der Natur als von Kunst und Design inspirieren lassen. Michelangelo soll beim Anblick derselben Fassung bemerkt haben, es sei ein Jammer, dass venezianische Maler nicht von Anfang an genug im Zeichnen unterrichtet werden, denn das sei die beste Methode um zu lernen. Dennoch habe ihm die Farbgebung und der Stil Tizians gefallen. Lodovico Dolce beschrieb 1557 die Neapolitanische Fassung als „der lieblichste für Farnese  gemalte Akt.“

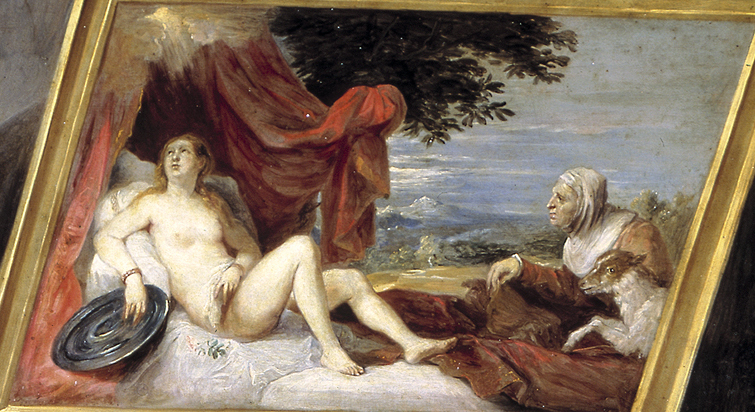
Vergrößerung der Danaë bei Teniers dem Jüngeren

David Teniers der Jüngere verwendete die Wiener Fassung als Grundlage für ein Gemälde in einer Version von Erzherzog Leopold Wilhelm in seiner Galerie in Brüssel. Dabei entstanden jedoch einige Fehler, so dreht Danaë beispielsweise den Kopf nach rechts statt links und der Goldregen wurde in die linke obere Ecke verschoben. Außerdem fügte er eine Ziege zu der Szene hinzu, welche vermutlich absichtlich als weiteres Symbol für Prostitution gewählt wurde.
Rembrandt wählte Danaë als Motiv für seine erste lebensgroße Aktdarstellung aus und nahm ebenfalls Tizians Ausführung zum Vorbild. Er verzichtete jedoch auf die Darstellung des Regens als Münzen, um den Fokus anstelle von käuflicher Liebe auf die freudige Erwartung der kommenden Begegnung zu rücken.

### In der Wissenschaft
Wethey sieht in der Madrider-Ausführung den sensibelste und in tonaler Hinsicht besten Akt Tizians. Er argumentiert außerdem, dass es sich bei Tizians Venus und Adonis, welches ebenfalls in Farneses Palast hing, um ein Partnergemälde handelt, welches von Anfang an für ein Zusammenspiel mit Danaë bestimmt war. Er begründet diese Annahme mit ähnlichen Bildelementen und einem ebenfalls erotischen Thema. Des Weiteren verkaufte er sowohl Farnese als auch Philipp II. je ein Gemälde von beiden Motiven.
Auch Eric Jan Sluijter sieht im Sujet der Danaë und in der Darstellung durch Tizian eines der sinnlichsten Motive der europäischen Kunst. Er betont außerdem, dass Tizian, der sich einige Jahre zuvor schon einen Namen mit der Venus von Urbino gemacht hatte, mit der ersten Danaë endgültig seine Rolle als führender Maler weiblicher Akte festigen konnte. Das sei nötig gewesen, da zu dem Zeitpunkt Corregio mit seiner Danaë in starker Konkurrenz zu Tizian gestanden hätte. Ferner habe Tizian seinen Stil mit diesem Gemälde perfektioniert, da nun alles statuettenhafte abgelegt und durch sanfte und natürliche Farbübergänge der Haut ersetzt worden sei. Es sei im außerdem gelungen, mit der ersten Danaë den Prototyp eines mit sexuellem Inhalt provozierenden Gemälde setzen.

### Sonstiges

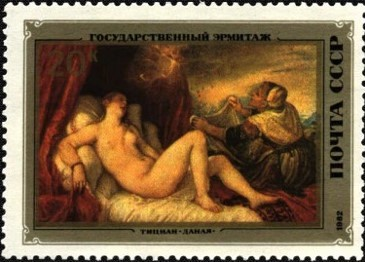
Briefmarke der sowjetischen Post

1982 erschien in der Sowjetunion eine Briefmarke, die das Gemälde in der Eremitage ziert. Ein Briefmarke mit dem Aufdruck des Gemäldes im Prado wurde 1971 von der Post der Vereinigten Arabischen Emirate herausgegeben.